# Joseph Maximilian von Maillinger

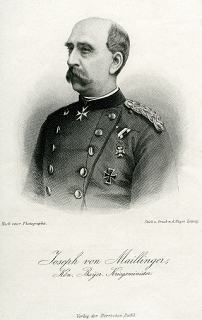
Joseph Maximilian von Maillinger.

Joseph Maximilian Fridolin Maillinger, kể từ năm 1870 là Ritter von Maillinger (4 tháng 10 năm 1820 tại Passau – 6 tháng 10 năm 1901 tại Bad Aibling) là một tướng lĩnh trong quân đội Bayern, đã tham gia trong cuộc Chiến tranh Pháp-Đức (1870 – 1871) và giữ chức vụ Bộ trưởng Chiến tranh.

## Tiểu sử
Von Maillinger sinh ra tại Pssau, và đã gia nhập đội thiếu sinh quân ở kinh đô München. Vào năm 1836, ông gia nhập Trung đoàn Bộ binh số 8 như một thiếu sinh quân quý tộc (Junker), và đến năm 1840 ông lên cấp sĩ quan. Sau khi trải qua một số chức vụ, ông được phong cấp Đại úy vào năm 1853. Vào năm 1859, ông gia nhập Bộ Tổng tham mưu hậu cần (Generalquartiermeister). Sau đó, với tư cách là một Thiếu úy của Bộ Tổng tham mưu, ông gia nhập Bộ Tổng chỉ huy München. Từ năm 1863, ông là phát ngôn viên trong Bộ Chiến tranh đồng thời là sĩ quan phụ tá thứ nhất của Bộ trưởng Chiến tranh Ludwig von Lüder. Vào năm 1865, ông lên quân hàm Thượng tá, vào năm 1866, ông lên cấp Đại tá. Kể từ đây, ông là Tư lệnh của Trung đoàn Bộ binh số 7 Vương quốc Bayern và đại diện của Von Lüder.
Vào năm 1869, ông lên cấp Thiếu tướng và là Tư lệnh của Trung đoàn Bộ binh số 7 Vương quốc Bayern. Năm sau, ông được thăng cấp Trung tướng, và trong cuộc Chiến tranh Pháp-Đức (1870 – 1871), ông chỉ huy thành công Trung đoàn Bộ binh số 8 Vương quốc Bayern trong các trận đánh tại Wissembourg, Frœschwiller-Wœrth, Sedan, trong cuộc vây hãm Paris, tại Clamart, Chatillon, Bagneur và L'Haye. Vào năm 1870, ông được tặng thưởng Huân chương Quân sự Max Joseph, theo đó ông được liệt vào hành khanh tướng và thêm tước hiệu "Ritter von" (Hiệp sĩ) vào tên họ của mình.
Với cương vị là Trung tướng và Tư lệnh của Sư đoàn số 2 (kể từ tháng 11 năm 1870), ông ở lại trong Đạo quân chiếm đóng tại Pháp cho tới ngày 30 tháng 4 năm 1873. Vào ngày 19 tháng 1 năm 1873, ông được trao tặng Huân chương Quân công của Phổ và không lâu sau đó, khi về Bayern ông nhậm chức Tướng tư lệnh của Quân đoàn II tại Würzburg. Vào tháng 4 năm 1875, ông được bổ nhiệm làm Bộ trưởng Chiến tranh Bayern. Vào năm 1877, ông lên quân hàm Thượng tướng Bộ binh, và nắm quyền sở hữu Trung đoàn Bộ binh số 9 Vương quốc Bayern "Wrede".
Nghe lời kiến nghị của tướng Friedrich von Bothmer, ông thỉnh cầu vua Ludwig II thành lập Bảo tàng Quân đội Bayern, và bảo tàng đã được khai trương vào năm 1879. Vào ngày 30 tháng 4 năm 1885, ông rời khỏi ghế Bộ trưởng Chiến tranh của mình. Theo chuyên gia tâm thần học Heinz Häfner, sự lạm dụng tình dục của Ludwig II đối với những người lính kỵ binh trẻ tuổi đã buộc Maillinger phải rút khỏi chức vụ bộ trưởng của ông. Ritter von Maillinger trở thành một thành viên Viện Quý tộc Bayern vào năm 1888. Ông đã từ trần tại Bad Aibling. Để tôn vinh ông, một con đường ở München đã được đặt theo tên ông.